# San Salvador de Cañaribamba
San Salvador de Cañaribamba o Cañaribamba, es una parroquia rural del cantón Santa Isabel en la provincia de Azuay. La parroquia tiene una superficie de unos 81,7 km². En 2014 la población era de 1730. La parroquia fue fundada en diciembre de 2011.

## Ubicación
La parroquia de San Salvador de Cañaribamba está ubicada al suroeste de la provincia de Azuay. El poblado principal de San Salvador de Cañaribamba se encuentra a una altitud de 2200 m s. n. m., a 8.5 km al noroeste de la cabecera cantonal de Santa Isabel. El área drena al sur del río Jubones. A lo largo del límite administrativo oriental, el río Naranjo, un afluente del río Rircay, fluye hacia el sur.
La parroquia San Salvador de Cañaribamba limita al sur con la parroquia Santa Isabel, al noroeste con la parroquia Shaglli, y al este con las parroquias: Abdón Calderón, San Fernando (San Fernando), La Asunción (Girón).

## Controversia
La creación de la parroquia generó dudas, debido a que no se cumplió con una población de 10 mil habitantes, como establece el Código Orgánico de Ordenamiento Territorial, Autonomías y Descentralización (COOTAD). Sin embargo, el alcalde de Santa Isabel afirmó que contaba con la aprobación de la Comisión Especial de Límites Internos de la República (CELIR). El 21 de octubre de 2011, el Consejo Cantonal de Santa Isabel envió la ordenanza de creación de la parroquia para su publicación en el Registro Oficial, publicándose en diciembre en el registro número 590.